# Marija Auersperg Attems

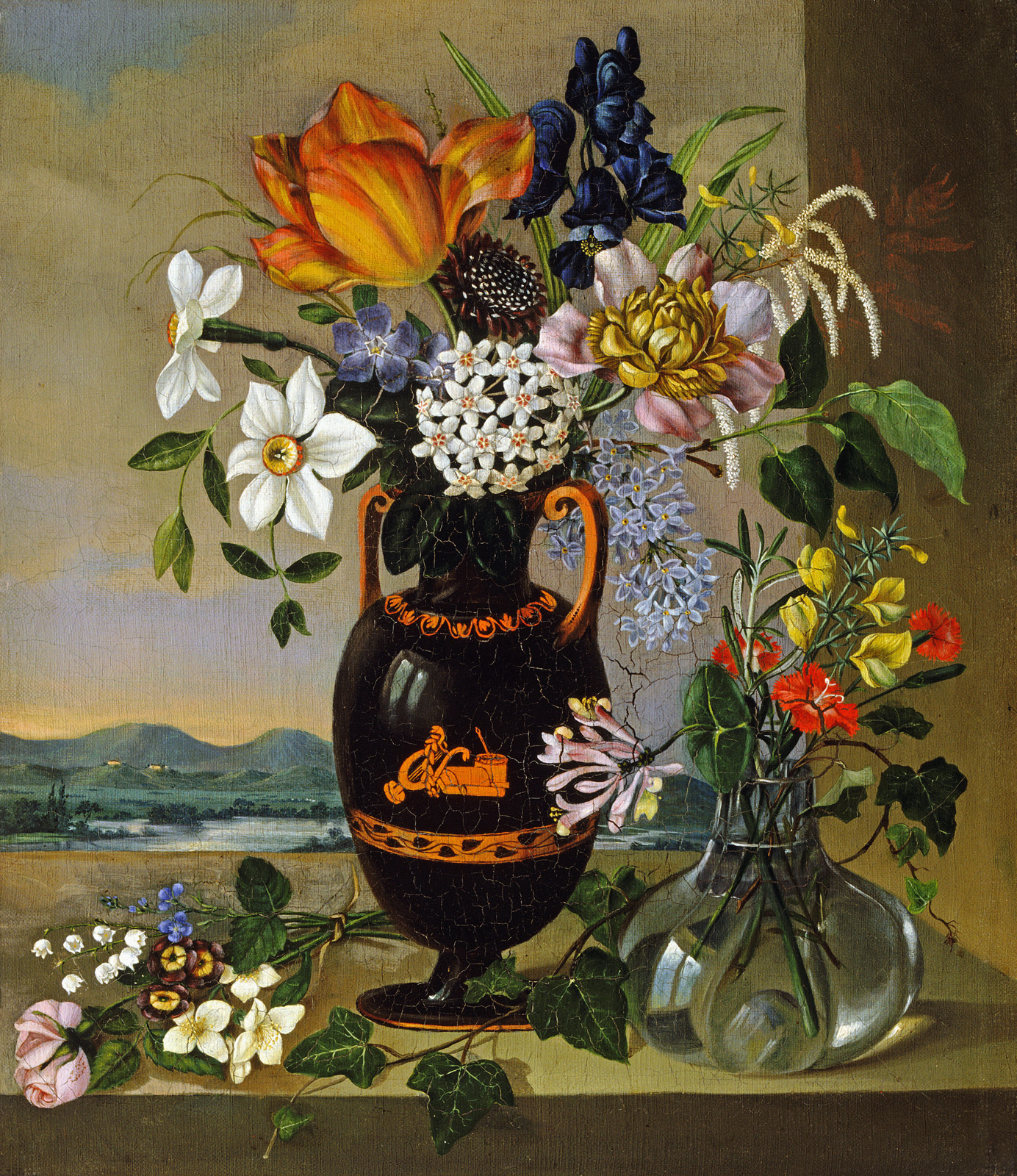
Vase mit Blumen

Marija Rozalija Auersperg Attems, geb. Maria Rosalia von Attems, auch Marie von Auersperg (* 10. April 1816 in Graz; † 25. März 1880 ebenda), war eine österreichische Blumenmalerin.
Die Gräfin entstammte dem Adelsgeschlecht Attems als Tochter von Ignaz Graf Attems und Alojzija geb. Inzaghi.
1839 heiratete sie den Politiker und Lyriker Anton Alexander Graf von Auersperg, bekannt als Anastasius Grün. Sie lebten in Wien, Graz sowie im Schloss Thurn am Hart (Šrajbarski Turn) in Unterkrain und Schloss Dornau im heutigen Slowenien. 1859 gebar Marija den Sohn Teodor († 1881).
Sie studierte privat bei unterschiedlichen Wiener Blumenmalern. So bei Sebastian Wegmayr (1776–1857), einem Schüler des Blumenmalers Johann Baptist Drechsler und bei Franz Xaver Petter, dem Korrektor an der Blumenzeichenschule der Wiener Akademie. In ihren Werken ist auch der Einfluss von Cornelis Johannes van Hulsteijn bemerkbar.
Marija Auersperg Attems malte kleinformatige Blumenstücke, Früchtestillleben und Interieurs. Vorbilder dafür fand sie im Wiener Biedermeier. In den letzten Lebensjahren nutzte sie auch fotografische Vorlagen. Sie beschäftigte sich auch mit der Gestaltung ihrer Schlossgärten.
Zu Lebzeiten nahm Marija Auersperg Attems an keinen Ausstellungen teil. 2020 wurden Werke von ihr im Rahmen der katalogbegleiteten Ausstellung Ladies first! Künstlerinnen in und aus der Steiermark 1850–1950 in der Neuen Galerie Graz gezeigt.

## Werke (Auswahl)
- Vase mit Blumen, 1840er Jahre, Öl auf Holz, 34 × 28 cm, Slowenisches Nationalmuseum
- Stilleben mit Blumen und Früchten, 1848, Öl auf Holz, 45 × 36 cm, Slowenisches Nationalmuseum
- Interieur aus Schloß Thurn am Hart in Krain, 1848, Öl auf Karton, 27,5 × 34,5 cm, Neue Galerie Graz
- Zwei Vasen am Fenster, ca. 1850, Öl auf Leinwand, 39,5 × 34,5 cm, Slowenisches Nationalmuseum